# Šehzade Ömer Hilmi
Šehzade Ömer Hilmi (2. března 1886–6. dubna 1935) byl třetí syn sultána Mehmeda V., kterého mu porodila jeho třetí žena Mihrengiz Kadınefendi. Byl osmanským princem a následníkem trůnu.

## Mládí
Ömer Hilmi prožil většinu svého života v Istanbulu v paláci Dolmabahçe. Narodil se v paláci korunního prince a později se odstěhoval do hlavního paláce, když se jeho otec stal v roce 1909 sultánem. Společně se svým bratrem podporovali svého otce při bojích v první světové válce. Když jejich otec v roce 1918 zemřel, odstěhoval se s rodinou z Istanbulu pryč.

## Exil
Po vzniku Turecké republiky a svržení moci Osmanské dynastie a chálífátu odešla celá rodina v březnu 1924 do exilu. Ömer ve svých třiceti osmi letech opustil Turecko a již se sem nikdy nevrátil. Zemřel krátce předtím, než Turecko vydalo povolení k návratu. Do exilu odešel se svou matkou Mihrengiz, která byla manželkou Mehmeda V. a se svými dvěma dětmi – princem Mahmudem a Emine Mükbile Sultan. Stejně jako ostatní členové dynastie opustil Turecko odjezdem z nádraží Sirkeci a jako první se usadil v Budapešti. Žil zde s rodinou pár měsíců a poté se odstěhovali do Vídně a Paříže. Nakonec se usadili Nice ve Francii. I když se hlava rodiny Mehmed VI. usadil v San Remo, většina členů rodiny se usadila na jihu Francie. Po krátkém pobytu ve Švýcarsku se i jeho bratranec Abdulmecid odstěhoval do Nice. Následujících 11 let Ömer žil zde, dokud se v roce 1935 neusadil v Alexandrii. Život byl pro něj velmi těžký, protože rodina neměla po rozpadu Osmanské říše žádné finance.

## Nemoc a smrt
Jeho dcera, Emine Mükbile, která se provdala za svého bratrance Aliho Vasiba, se o něj starala společně s babičkou a bratrem. Ömer dostal mrtvici a krátce na to zemřel v Alexandrii. Zemřel v 49 letech v roce 1935 a je pohřben v Káhiře.

## Manželky a potomstvo
- Nesimter Hanimefendi, rozvedli se v lednu 1915, neměli žádné děti
- Gülnev Hanimefendi, vzali se v roce 1910 a zemřela v roce 1919, když v Istanbulu řádila epidemie různých nemocí, společně měli syna a dceru
  - Šehzade Mahmud Namık (1913–1963)
  - Emine Mükbile Sultan (1911–1995)
- Faika Hanimefendi, později se rozvedli a v roce 1934 přijala nové příjmení Hunca
- Bahtıter Hanimefendi (1897–1984), vzali se v roce 1914, neměli spolu žádné děti
- Mediha Hanimefendi (1903–1971), neměli žádné děti

## Rodokmen
Linie zobrazující Osmanskou dynastii od prvního vládce až po sultána Mehmeda V. a jeho nejmladšího syna Ömera Hilmího.